# 안원 (1635년)
추가 설명이 없어서 템플릿 내용만 출력했습니다. 참고 내용으로 나온 정보를 토대로 채워 넣었습니다. 그림을 추가해주세요.

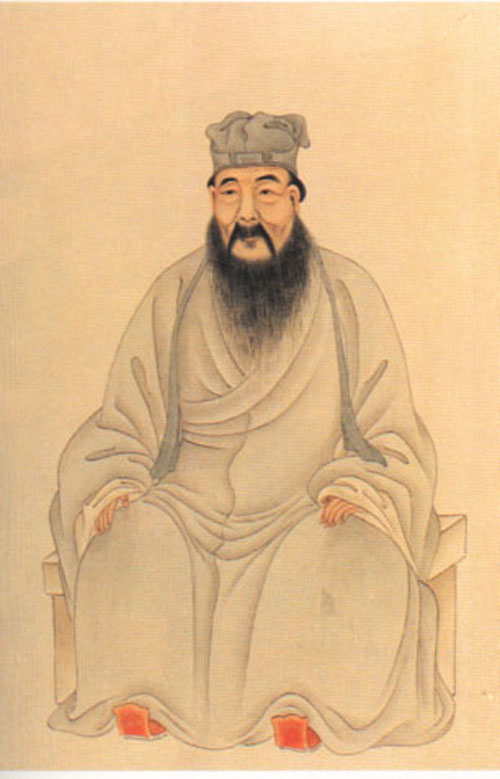
顔元

안원(顔元, 1635년~1704년)은 중국 청초의 학자이다. 직례성(直隷省) 박야현(博野縣, 현재의 허베이성 안국현에 속함) 출신이며, 자는 역직(易直)·혼연(渾然), 호는 습재(習齋)이다.
어려서부터 역경에서 성장하고, 과거(科擧)에도 급제하지 못하고 괴로운 생활을 계속하면서 육왕학(陸王學) 외에도 주자학(朱子學)을 공부하였으나 만족하지 않고 드디어 독자의 복고적·실천주의적인 학문을 수립하였다.
그의 저서 《사존편(四存編)》은 공맹(孔孟)의 학문에 관하여 철저한 실천을 강조하고 있다. 또 그는 경세치용의 실학(實學=현실의 정치·사회에 소용되는 실제적인 학문)을 제창하고 《사서정오(四書正誤)》를 저술하였다. 《습재기여(習齋記餘)》는 그의 문집이다. 그의 학문은 제자인 이공, 왕원(王源) 등에 계승되었으나, 그 철저한 실천주의로 하여 그다지 공명자(共鳴者)를 얻지 못하고 왕원(王源)에서 단절됐으나 청말에 이르러 대망(戴望)에 의하여 부활되었다.

## 같이 보기
- 실학